# George Val
George Val (în ebraică ג'ורג' ואל) (n. 1915 București – d. 10 octombrie 1961, Tel Aviv) a fost un producător, regizor, director și critic de teatru român și israelian, de origine evreiască. După opinia lui Dan Almagor, el a fost cel dintâi producător independent din istoria teatrului israelian.

## Biografie

### În România
Născut la București, George Val a studiat literatura și filozofia la Universitatea din București.
După 23 august 1944 a condus, alături de Ion Vasilescu și I.Golea teatrul de revistă „Gioconda” (Grădina Gioconda) și, după moartea lui Constantin Tănase, teatrul muzical „Savoy”.,De asemenea a realizat spectacole la grădinile de vară „Boema” și „Colos”.

### În Israel
El a vizitat pentru prima dată Palestina  ca turist și ziarist în anul 1935, dar a fost după un timp expulzat de autoritățile mandatare britanice din cauza expirării vizei. 
În 1949 după instalarea regimului comunist în România, a emigrat cu familia în statul Israel, recent creat. În această țară și-a reluat activitatea în domeniul teatrului și în lumea spectacolelor.

#### Teatrul Li La Lo
În anii 1951-1952 a fost regizor si director la teatrul ebraic de revistă „Li La Lo”, înființat la Tel Aviv de Moshe Valin, și care până la venirea lui, se înglodase în probleme financiare.
Val a schimbat caracterul producțiilor, a crescut prețul biletelor, a mărit numărul artiștilor, întegrând în rândurile ansamblui un număr de imigranți talentați veniți din România și a pus în scenă mai ales musicaluri și operete traduse în ebraică.Între artiștii pe care i-a recrutat la Li La Lo s-au numărat actrița, cântăreața și dansatoarea Dorothea Livio și soțul ei, intrumentistul și dirijorul Paul Kosla, care a înființat în cadrul ansamblului o orchestră de jazz și estradă. Perioada de succese pe care George Val a inaugurat-o, s-a numit în istoria ansamblului Li La Lo „perioada românească”.

#### Teatrul Do Re Mi
La finele anului 1952 el a părăsit teatrul Li La Lo pentru a înființa un nou ansamblu de teatru numit „Do Re Mi” pe care l-a condus, cu unele întreruperi,între anii 1952-1961. O parte din spectacole ale sale au avut loc la sala Alhambra din Jaffa, altele în grădina de vară a Casei Sioniștilor Americani - Beit Zioney Amerika (ZOA House)- din Tel Aviv, care număra 500 locuri.  
Producțiile realizate de Val au fost costisitoare, de amploare, folosind un dansatori, un ansamblu muzical inclusiv cor și orchestră, și decoruri impunătoare. Între artiștii care s-au afirmat în acest teatru au fost tenorii Bituș Davidov și Freddy Levi, comicul Argaman, și actrița vedetă a trupei, Sara Rubin. Directorul muzical a fost Paul Kosla  iar una din vedetele aduse din străinatate era Rózsi Barsonyi, cântăreața de operetă din Ungaria, pe care o adusese în trecut și la „Savoy” la București.
Val a pus aici în scenă operete precum „Contesa Marița” de Emmerich Kálmán, „Victoria și al ei husar” de Paul Abraham etc. Cele mai renumite producții ale lui George Val au fost opereta „Shulamit” după Avraham Goldfaden, într-o versiune ebraică actualizată de Yehiel Mohar, cu cuplete muzicale de Moshe Vilenski, și în care s-a evidențiat steaua muzicii ușoare din acea vreme, Shoshana Damari, și  opereta clasică a lui Goldfaden „Cei doi Kuni Lemel” (în 1959-1961 cu o noua versiune a ansamblului - „Do Re Mi amamí” adică „Do Re Mi popular”) în traducerea lui Moshé Sahar pe muzica de Shaul Berezovski și în regia lui Israel Becker. Val a montat și musicaluri americane precum „Jocuri de pijama” de Richard Adler și Jerry Ross, și „Annie Get Your Gun” de Irving Berlin pe text de Dorothy Fields și Herbert Fields. Val a înconjurat  tinere talente, ca Ephraim Kishon care a scris pentru Do Re Mi spectacolul de revistă „Shalom Shalom”, de asemenea viitorul regizor și producător de film Menahem Golan care a regizat „Pijama Games”.  
Majoritatea cântecelor în spectacolele de revistă originale ale lui George Val erau compuse de Amos Juster și Sandu Feraru-Barzilay, originari din România.
Criza Suezului și campania din Sinai (1956) au avut consecințe grele pentru producția  Shulamit și ansamblul alcătuit de Val, din pricina recrutării rezerviștilor din rândurile artiștilor și a publicului și a scăderii bruște a vânzărilor de bilete. Sălile mari închiriate de Val au rămas aproape goale.

În anii 1955-1959 Val a fost directorul administrativ al Teatrului „Hazirá” („Arena”)
George Val a murit la Tel Aviv în 1961, la numai 46 ani. El a lăsat o soție și o fiică, Ilana.